# سیمبلاین
سیمبلاین (به انگلیسی: Cymbaline) نام آهنگی از گروه موسیقی پینک فلوید است که در آلبوم موسیقی متن فیلم بیشتر آنها قرار گرفته‌است.

## دربارهٔ آهنگ
اشعار این آهنگ روایتگر یک کابوس است، نام آهنگ هم در نخستین اجراهایش در تور انسان و سفر کابوس نام داشت. هرچند که خواننده هر دو نسخه دیوید گیلمور است اما نسخه‌ای از آهنگ که در فیلم قرار گرفته با نسخهٔ موجود در آلبوم ذره‌ای متفاوت است.
پینک فلوید «سیمبلاین» را از اوایل ۱۹۶۹ تا آخرین اجراهای ۱۹۷۱ به اجرا درآورد. وقتی که گروه به اجراهای اولیه از آلبوم نیمه تاریک ماه پرداخت، این آهنگ به همراه آهنگ‌های «خورشید پیر چاق» و «رویان» کنار گذاشته شدند.
گروه اسپیس راک هاوک ویند جزو هنرمندانی بوده که این آهنگ را بازخوانی کرده‌است.

## اشخاص
- دیوید گیلمور - گیتار، خواننده
- ریچارد رایت - پیانو و اُرگ
- راجر واترز - گیتار بیس
- نیک میسن - درامز و سازهای کوبه‌ای